# 崇山寶
崇山寶（英語：Amber Sky），是一匹曾在香港和澳洲出賽的已退役賽駒，練馬師是姚本輝，為2011/2012馬季最佳新馬。競賽生涯中一勝國際一級賽。

## 簡介
2011/2012馬季，「崇山寶」取得三連捷的佳績，獲選為該馬季的最佳新馬。
2014年1月26日，莫雷拉策騎「崇山寶」勝出香港一級賽百週年紀念短途盃。
2014年3月29日，莫雷拉策騎「崇山寶」遠征杜拜，以破場地紀錄時間56秒21，勝出美丹馬場的國際一級賽阿喬斯短途錦標，成為繼同埸的「時尚風采」之後史上第二匹香港賽駒勝出此賽。賽後，馬會CEO應家柏說:「香港馬在杜拜高水準賽事贏了兩場一級賽，足證香港賽馬在國際馬壇上水準很高，外界不少人認為，香港短途馬水準每況越下，如今『崇山寶』和「綽力之城』在杜拜中揚威，可見香港短途馬已達國際級的高水準。」
2015年3月28日，莫雅策騎「崇山寶」遠征杜拜，角逐衛冕美丹馬場的國際一級賽阿喬斯短途錦標，最終取得第四名，落後頭馬英國代表「獨掌全權」兩個馬位之後過終點宣告衛冕失敗。

## 在港勝出賽事全紀錄
| 比賽日期   | 賽事名稱                       | 賽事班次 | 賽道 | 賽事路程 | 比賽馬場 | 名次 | 完成時間 | 騎師   |
| ---------- | ------------------------------ | -------- | ---- | -------- | -------- | ---- | -------- | ------ |
| 09/04/2012 | 榕樹澳平磅賽                   | 新馬賽   | 草地 | 1000米   | 沙田馬場 | 1    | 0:56.56  | 薛寶力 |
| 06/05/2012 | 雷根斯堡平磅賽                 | 新馬賽   | 草地 | 1000米   | 沙田馬場 | 1    | 0:56.54  | 薛寶力 |
| 24/06/2012 | 嘉樂樓讓賽                     | 第三班   | 草地 | 1000米   | 沙田馬場 | 1    | 0:55.99  | 普萊西 |
| 04/11/2012 | 樂活讓賽                       | 第二班   | 草地 | 1000米   | 沙田馬場 | 1    | 0:56.43  | 蔡明紹 |
| 30/10/2013 | 信天翁讓賽                     | 第二班   | 草地 | 1000米   | 沙田馬場 | 1    | 0:55.81  | 莫雷拉 |
| 26/01/2014 | KENT & CURWEN 百週年紀念短途盃 | HKG1     | 草地 | 1000米   | 沙田馬場 | 1    | 0:55.86  | 莫雷拉 |

## 在港以外大賽出賽全紀錄
| 比賽日期   | 賽事名稱       | 賽事班次 | 賽道 | 賽事路程 | 比賽馬場 | 名次 | 完成時間 | 騎師   |
| ---------- | -------------- | -------- | ---- | -------- | -------- | ---- | -------- | ------ |
| 29/03/2014 | 阿喬斯短途錦標 | G1       | 草地 | 1000米   | 美丹馬場 | 1    | 0:56.21  | 莫雷拉 |
| 28/03/2015 | 阿喬斯短途錦標 | G1       | 草地 | 1000米   | 美丹馬場 | 4    | ---      | 莫雅   |

## 外部連結
- . 香港賽馬會. 2014-01-26  [2019-01-05]. （原始内容存档于2019-01-05）.
- . 香港賽馬會. 2014-03-30  [2019-01-05]. （原始内容存档于2019-01-05）.